# Gustavo Rojas Pinilla

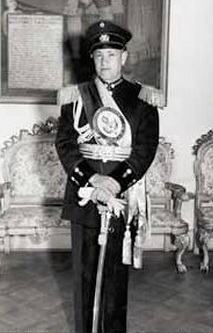

Gustavo Rojas Pinilla (Tunja, 12 maart 1900 – Bogota, 17 januari 1975) was een militair dictator en Colombiaans politicus. In 1966 en 1970 was hij presidentskandidaat.
Op 13 juni 1953 pleegde Gustavo Rojas Pinilla een coup, waarbij hij werd gesteund door Liberalen en Conservatieven. Tussen 1953 en 1957 leidde hij een militaire dictatuur. Na zijn beleid spraken de twee grote politieke partijen, de Conservatieven en de Liberalen, in 1958 af om afwisselend het bestuur van het land over te nemen. Dat leidde echter niet tot een wezenlijke vermindering van het geweld omdat velen zich door deze afspraak voelden uitgesloten van het democratisch proces.
- Biblioteca Nacional de España: XX1476532
- Bibliothèque nationale de France: cb12405701m (data)
- Gemeinsame Normdatei: 119047446
- International Standard Name Identifier: 0000 0001 0983 1810
- Library of Congress Control Number: n83153615
- Nationale Bibliotheek van Israël: 987007447894205171
- Nederlandse Thesaurus van Auteursnamen: 133378136
- Système universitaire de documentation: 078757517
- Virtual International Authority File: 67844825
- WorldCat: E39PBJkCYPMvxwPrCDpdmBxMT3